# Antonio d'Orléans (duca 1824)
Antonio d'Orléans, duca di Montpensier e Galliera, in francese: Antoine Marie Louis Philippe d'Orléans (Neuilly-sur-Seine, 31 luglio 1824 – Sanlúcar de Barrameda, 4 febbraio 1890), membro della famiglia reale francese dei Borbone-Orléans, divenne membro della famiglia reale spagnola per matrimonio.

## Biografia

### Famiglia e carriera militare
Antonio, nato nel 1824, era l'ultimogenito di Luigi Filippo, duca d'Orléans e della moglie, Maria Amalia di Borbone-Due Sicilie; i suoi nonni materni erano re Ferdinando I delle Due Sicilie e la regina Maria Carolina, nonché figlia dell'Imperatrice Maria Teresa d'Austria e sorella di Maria Antonietta, regina di Francia. Alla nascita ricevette il titolo di Duca di Montepensier. Nel 1830, il padre di Antonio, divenne Re dei Francesi con il nome di Luigi Filippo I, il suo regno passerà alla storia come la Monarchia di Luglio.
Nel 1842 venne nominato sottotenente del 3° Reggimento d'Artiglieria dell'Esercito francese, mentre il 17 novembre raggiunse il grado di Capitano 7º Reggimento di Fanteria. Nel 1844 Antonio combatté la Guerra franco-marocchina, nel nord d'Africa e l'8 agosto fu nominato Capo di Squadriglia e Tenente colonnello, il 22 marzo 1845. Il Principe si distinse nella battaglia nella regione della Cabilia. Antonio viaggiò poi in Medio Oriente, poi in Grecia, Turchia ed Egitto con il suo segretario e amico, Antoine de La Tour.

### Matrimonio
Mentre Antonio d'Orléans era in viaggio, Francia e Regno Unito negoziarono un trattato per le nozze degli eredi di Ferdinando VII di Spagna; il sovrano spagnolo aveva due figlie, Isabella, promessa al cugino Francesco d'Assisi, mentre l'Infanta Luisa Ferdinanda fu fidanzata ad Antonio. Il matrimonio ebbe luogo il 10 ottobre 1846, stesso giorno delle nozze di Isabella e Francesco.
Antonio e Luisa Ferdinanda ebbero dieci figli:
- Maria Isabella d'Orléans (1848-1919)
- Maria Amelia d'Orléans (1851-1870)
- Maria Cristina d'Orléans (1852-1879)
- Maria de la Regla d'Orléans (1856-1861)
- Aborto spontaneo (1857;
- Fernando d'Orléans (1859-1873)
- Maria Mercedes d'Orléans (1860-1878)
- Filippo Raimondo Maria d'Orléans (1862-1864)
- Antonio d'Orléans (1866-1930)
- Luigi Maria Filippo Antonio d'Orléans (1867-1874)

### Vita in Spagna ed esilio
Nel 1848, una rivoluzione scoppiata in Francia, pose fine al regno di Luigi Filippo, che fu costretto all'esilio, recandosi così in Inghilterra, assieme alla famiglia reale; Antonio seguì la famiglia ma decise poi di tornare in Spagna con la moglie. La coppia si stabilì a Siviglia, nel Palazzo di San Telmo e poi a Sanlúcar de Barrameda al Palais d'Orléans. Nel 1858, la cognata, Isabella II di Spagna, lo nominò Capitano generale dell'Esercito spagnolo, venendo promosso al rango di Infante di Spagna il 10 ottobre 1859. La stessa regina però bandì Antonio a causa del suo temperamento intrigante.
Il 7 luglio 1868 scoppiò la rivoluzione spagnola del Gen. Juan Prim y Prats; fra i principali finanziatori dell'evento, che alla fine rovesciò la Regina Isabella, fu lo stesso Antonio, duca di Montpensier, gli fu chiesto comunque di lasciare la Spagna, assieme alla propria famiglia. Il 16 luglio 1868 partì e si stabilì in Portogallo. Mentre era candidato per la successione al trono spagnolo, il 13 aprile 1870 fu condannato da un consiglio di guerra all'esilio di un mese, fuori Madrid, oltre ad una multa pari a 30.000 franchi, per aver ucciso, in duello, Enrico, duca di Siviglia, fratello di Francesco nonché marito di Isabella II.
Il 16 novembre 1870, le Cortes, il parlamento spagnolo, scelse, fra tanti canditati, Amedeo, duca d'Aosta, figlio di Vittorio Emanuele II di Savoia e cugino di Antonio, come nuovo Re di Spagna. Successivamente il Principe Antonio fu arrestato per essersi rifiutato di giurare fedeltà al nuovo sovrano, Amedeo I.         Più tardi Montpensier venne escluso dall'esercito e perse i suoi gradi militari.

### Ultimi anni e morte
Nel 1873 re Amedeo abdicò e a succedergli fu Alfonso XII, figlio di Isabella II. Antonio riuscì a ritornare in Spagna nel 1875, inoltre sua figlia, l'Infanta Maria Mercedes, sposò il giovane re e così il Duca di Montpensier si riconciliò con la famiglia della cognata. La figlia, divenuta regina consorte, morì e Alfonso XII si risposò con Maria Cristina d'Asburgo-Teschen, con cui avrà due figlie ed un figlio, Alfonso XIII. Antonio ereditò il titolo di Duca di Galliera da  Maria Brignole Sale, che acquisì alla morte di quest'ultima, avvenuta il 9 dicembre 1888 .
Antonio morì il 4 febbraio 1890, a causa di un'apoplessia cerebrale, all'età di 65 anni.

## Discendenza

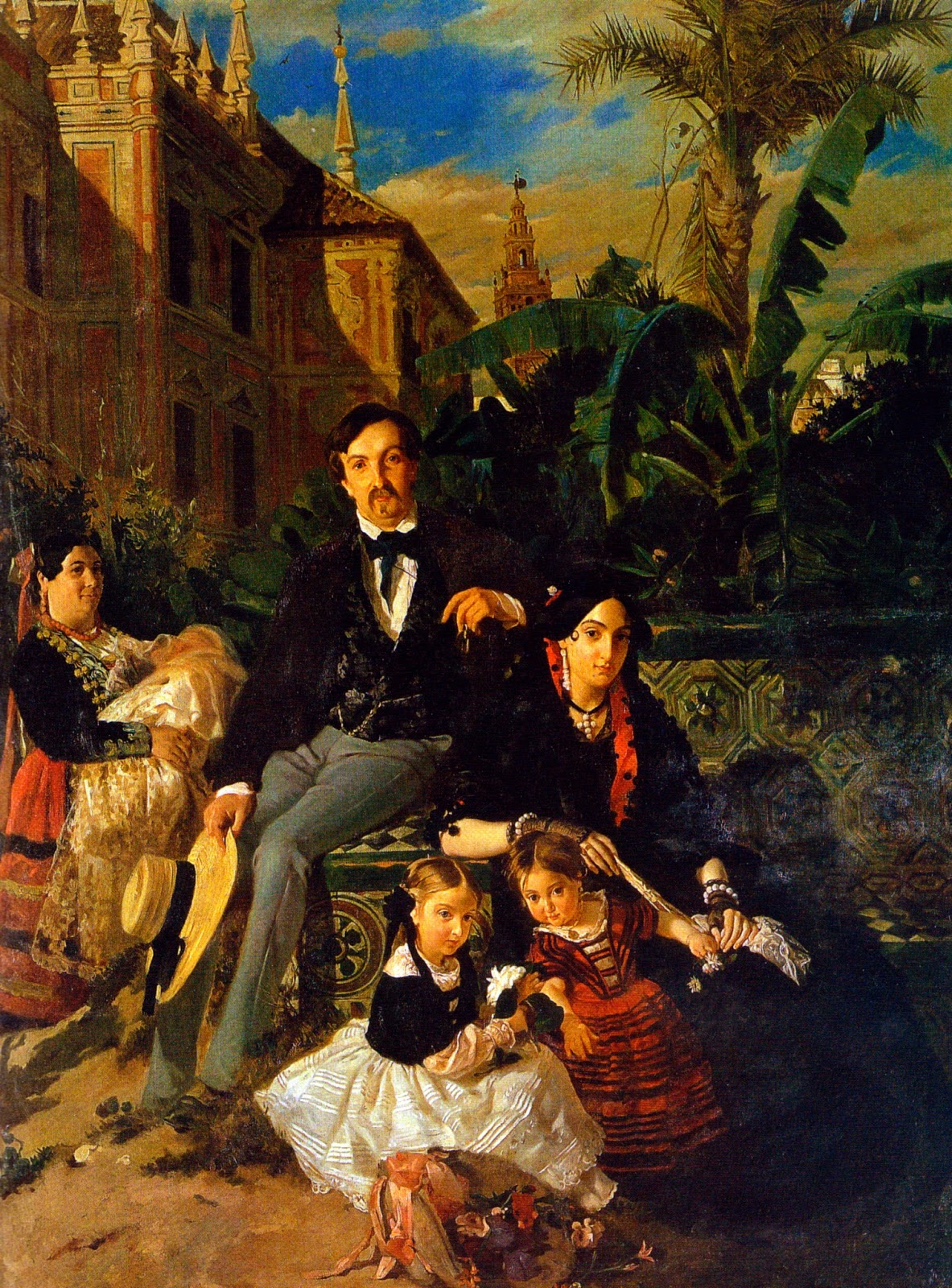
Il duca Antonio d'Orléans e la duchessa Luisa Ferdinanda di Spagna ritratti insieme alle figlie maggiori nel 1853

Il duca Antonio d'Orléans e l'infanta Luisa Ferdinanda di Spagna ebbero dieci figli:
- Maria Isabella d'Orléans (1848-1919), sposò Luigi Filippo Alberto d'Orléans, ebbero otto figli[2];
- Maria Amelia d'Orléans (1851-1870)[3];
- Maria Cristina d'Orléans (1852-1879);
- Maria de la Regla d'Orléans (1856-1861);
- Aborto spontaneo (1857);
- Fernando d'Orléans (1859-1873);
- Maria Mercedes d'Orléans (1860-1878), sposò Alfonso XII di Spagna, non ebbero figli[4];
- Filippo Raimondo Maria d'Orléans (1862-1864);
- Antonio d'Orléans (1866-1930), sposò l'infanta Eulalia, ebbero figli;
- Luigi Maria Filippo Antonio d'Orléans (1867-1874).

## Ascendenza
|                                            |                     |                                            | Genitori                                      |  |  | Nonni |  |  | Bisnonni                           |  |  | Trisnonni                |  |
|                                            |                     |                                            |                                               |  |  |       |  |  | Luigi Filippo I di Borbone-Orléans |  |  | Luigi di Borbone-Orléans |  |
|                                            |                     |                                            |                                               |  |  |       |  |  | Luigi Filippo I di Borbone-Orléans |  |  | Luigi di Borbone-Orléans |  |
|                                            |                     | Augusta di Baden-Baden                     |                                               |  |  |       |  |  | Luigi Filippo I di Borbone-Orléans |  |  |                          |  |
| Filippo Égalité, Duca d'Orléans            |                     |                                            |                                               |  |  |       |  |  | Luigi Filippo I di Borbone-Orléans |  |  |                          |  |
|                                            |                     | Luisa Enrichetta di Borbone-Conti          | Luigi Armando II di Borbone-Conti             |  |  |       |  |  |                                    |  |  |                          |  |
|                                            |                     | Luisa Enrichetta di Borbone-Conti          | Luigi Armando II di Borbone-Conti             |  |  |       |  |  |                                    |  |  |                          |  |
|                                            |                     | Luisa Enrichetta di Borbone-Conti          | Luisa Elisabetta di Borbone-Condé             |  |  |       |  |  |                                    |  |  |                          |  |
| Luigi Filippo di Francia                   |                     | Luisa Enrichetta di Borbone-Conti          |                                               |  |  |       |  |  |                                    |  |  |                          |  |
|                                            |                     | Luigi Giovanni Maria di Borbone-Penthièvre | Luigi Alessandro di Borbone-Francia           |  |  |       |  |  |                                    |  |  |                          |  |
|                                            |                     | Luigi Giovanni Maria di Borbone-Penthièvre | Luigi Alessandro di Borbone-Francia           |  |  |       |  |  |                                    |  |  |                          |  |
|                                            |                     | Luigi Giovanni Maria di Borbone-Penthièvre | Marie Victoire de Noailles                    |  |  |       |  |  |                                    |  |  |                          |  |
| Luisa Maria Adelaide di Borbone-Penthièvre |                     | Luigi Giovanni Maria di Borbone-Penthièvre |                                               |  |  |       |  |  |                                    |  |  |                          |  |
|                                            |                     | Maria Teresa d'Este                        | Francesco III d'Este                          |  |  |       |  |  |                                    |  |  |                          |  |
|                                            |                     | Maria Teresa d'Este                        | Francesco III d'Este                          |  |  |       |  |  |                                    |  |  |                          |  |
|                                            |                     | Maria Teresa d'Este                        | Carlotta Aglae di Borbone-Orléans             |  |  |       |  |  |                                    |  |  |                          |  |
| Antonio, Duca di Montpensier               |                     | Maria Teresa d'Este                        |                                               |  |  |       |  |  |                                    |  |  |                          |  |
|                                            | Carlo III di Spagna | Filippo V di Spagna                        |                                               |  |  |       |  |  |                                    |  |  |                          |  |
|                                            | Carlo III di Spagna | Filippo V di Spagna                        |                                               |  |  |       |  |  |                                    |  |  |                          |  |
|                                            | Carlo III di Spagna | Elisabetta Farnese                         |                                               |  |  |       |  |  |                                    |  |  |                          |  |
| Ferdinando I delle Due Sicilie             | Carlo III di Spagna |                                            |                                               |  |  |       |  |  |                                    |  |  |                          |  |
|                                            |                     | Maria Amalia di Sassonia                   | Augusto III di Polonia                        |  |  |       |  |  |                                    |  |  |                          |  |
|                                            |                     | Maria Amalia di Sassonia                   | Augusto III di Polonia                        |  |  |       |  |  |                                    |  |  |                          |  |
|                                            |                     | Maria Amalia di Sassonia                   | Maria Giuseppa d'Austria                      |  |  |       |  |  |                                    |  |  |                          |  |
| Maria Amalia di Borbone-Due Sicilie        |                     | Maria Amalia di Sassonia                   |                                               |  |  |       |  |  |                                    |  |  |                          |  |
|                                            |                     | Francesco I di Lorena                      | Leopoldo di Lorena                            |  |  |       |  |  |                                    |  |  |                          |  |
|                                            |                     | Francesco I di Lorena                      | Leopoldo di Lorena                            |  |  |       |  |  |                                    |  |  |                          |  |
|                                            |                     | Francesco I di Lorena                      | Elisabetta Carlotta di Borbone-Orléans        |  |  |       |  |  |                                    |  |  |                          |  |
| Maria Carolina d'Asburgo-Lorena            |                     | Francesco I di Lorena                      |                                               |  |  |       |  |  |                                    |  |  |                          |  |
|                                            |                     | Maria Teresa d'Austria                     | Carlo VI d'Asburgo                            |  |  |       |  |  |                                    |  |  |                          |  |
|                                            |                     | Maria Teresa d'Austria                     | Carlo VI d'Asburgo                            |  |  |       |  |  |                                    |  |  |                          |  |
|                                            |                     | Maria Teresa d'Austria                     | Elisabetta Cristina di Brunswick-Wolfenbüttel |  |  |       |  |  |                                    |  |  |                          |  |
|                                            |                     | Maria Teresa d'Austria                     |                                               |  |  |       |  |  |                                    |  |  |                          |  |